# 8117 Yuanlongping
A 8117 Yuanlongping (ideiglenes jelöléssel 1996 SD1) a Naprendszer kisbolygóövében található aszteroida. A Beijing Schmidt CCD Asteroid Program keretében fedezték fel 1996. szeptember 18-án.